# 小行星4155
小行星4155（英語：4155 Watanabe）是一颗围绕太阳公转的小行星。1987年10月25日，上田清二、金田宏在钏路市发现了此天体。
这颗小行星的绝对星等为355.27000等。